# Sverstnicy
Sverstnicy (Сверстницы) è un film del 1959 diretto da Vasilij Sergeevič Ordynskij.